# Ithyphallus
Ithyphallus är ett släkte av skalbaggar. Ithyphallus ingår i familjen vivlar.
Kladogram enligt Catalogue of Life:
| Ithyphallus | \| \| Ithyphallus affaber \| \| \| \| \| \| Ithyphallus signatus \| \| \| \| |
|             | \| \| Ithyphallus affaber \| \| \| \| \| \| Ithyphallus signatus \| \| \| \| |
|             | Ithyphallus affaber                                                          |
|             |                                                                              |
|             | Ithyphallus signatus                                                         |
|             |                                                                              |